# 布地商組合の見本調査官たち
『布地商組合の見本調査官たち』（ぬのじしょうくみあいのみほんちょうさかんたち、蘭: De Staalmeesters）、または 『アムステルダムの布地商組合の理事たち』（アムステルダムのぬのじしょうくみあいのりじたち、蘭: De waardijns van het Amsterdamse lakenbereidersgilde、英: Syndics of the Drapers' Guild）は、17世紀オランダ黄金時代の巨匠レンブラント・ファン・レインが56歳の時の1662年にキャンバス上に油彩で制作した絵画である。布地商組合 (ギルド) からの委嘱で制作され、組合の建物 (ギルドホール) に1771年まで掛けられていた。レンブラントの「最後の偉大な集団肖像画」と讃えられてきた作品である。アムステルダム市からの貸与の形で1808年以来、アムステルダム国立美術館に収蔵されており、現在は美術館の「栄誉の間」(Gallery of Honour) に展示されている。

## 見本調査官
本作を委嘱した布地商組合は、アムステルダムの商業活動で重要な役割を果たしていた。カロッタ (頭頂部のみを覆う丸く平たい帽子) によって示される執事ベル (Bel) を除く画面の男性たちは、織物業者が布地商組合員たちに売却するため提供した布の質を調査するために選ばれた人物である。彼ら布地の見本調査官たちの一年間の役職期間は、聖金曜日に始まり、一週間に3回布地見本の調査をすることになっていた。本作の題名の一部となっているオランダ語の「staal」は、『サンプル」を意味し、調査される布のサンプルのことである。調査官たちは、調査の結果を記録するためにペンチを使って、自分たちのアムステルダムの町 (表側) と組合 (裏側) の印章を鉛の小片に刻み込んだ。 布の品質には4つの等級があり、一番質の高い布には4つの印章を刻み込み、一番質の低い布には1つの印章を刻み込んだ。 

## 作品
重要な布地商組合からこの大作の集団肖像画の注文を受けたことは、晩年のレンブラントが一般に考えられているほど世間から見捨てられた存在ではなかったことを示す有力な証拠である。レンブラントは、布地商組合の建物の高い壁というこの作品が掛けられた場所を考慮に入れて、鑑賞者が少し下から絵画を見あげるよう遠近法を調整している。
登場人物たちは、見本帳の例に照らし合わせて、ペルシャ風の布地を鑑定しているところである。人物たちは、左から右に以下のような名である。
- ヤーコプ・ファン・ローン (Jacob van Loon、 1595年–1674年)
- フォルケルト・ヤーンスゾーン (Volckert Jansz、1605年、もしくは1610年–1681年)
- ウィレム・ファン・ドーイエンブルフ (Willem van Doeyenburg、1616年頃–1687年)
- フランス・ヘンドリックスゾーン・ベル (Frans Hendricksz Bel、1629年–1701年)
- アールノウト・ファン・デル・ミエ (Aernout van der Mye、1625年頃–1681年)
- ヨーヘム・デ・ネーフェ (Jochem de Neve、1629年–1681年)

執事ベルを除いて、いずれもつばの広い黒い帽子をかぶっている人物たちは、まるで仕事を中断されたかのように少し顔を上げて鑑賞者の方を見ている。彼らは緊張した表情を見せており、単に黙ってポーズをとっているという感じではない。左から二番目のヤーンスゾーンは椅子から立ち上がりかけており、一番右端のデ・ネーフェも手袋を手にして、今にも腰を上げようという様子である。その2人に挟まれた中央のドーイエンブルフとミエは、テーブルの上に広げた分厚い見本帳を前にして、何か説明しようとしているように見える。右掌を上に向けて見本帳の上に置いているドーイエンブルフは、すぐ左の立ち上がりかけているヤーンスゾーンに語りかけているようである。つまり、ここでは、あたかも重要な会議の最中に突然、誰か思いがけない闖入者があった時にでも見られるような、瞬間的なドラマチックな動きが描かれている。このような描き方は、当時のしきたりに反したものであった。17世紀の肖像画が目指したのは永続性を備えた像主の描写であり、年齢や容貌の特徴が捉えられているにしても、特定の瞬間の再現が意図されていたわけではない。
このような緊張したドラマチックな表現が、画面に統一性と秩序をもたらしていることは容易に見て取れる。人物たちは、ただ単に画家のモデルとしてそこにいるのではなく、画面の外、ちょうど鑑賞者の位置にいるはずの見えない人物に反応を示すことによって、心理的に、そして構図の上からも一つに結び付けられているのである。このような統一性は、偶然にもたらされたものではない。人物たちの動きや表情は、レンブラントによって入念な計算の結果割り出されたものである。
レンブラントは1人1人のモデルの個別のスケッチを試みているが、そのスケッチでは、左側から二番目のヤーンスゾーンは直立した姿勢を示している。しかし、個別のスケッチをまとめて最終的な作品を制作するにあたり、画家は直立姿勢が画面の統一性を乱すことに気づいたのか、ヤーンスゾーンの姿を立ち上がりかけているものに変更した。その結果、レオナルド・ダ・ヴィンチの『最後の晩餐』の左端にいる聖バルトロメオからヒントを得た、このやや中腰の見事なポーズが採用されたのである。このように本作には、優れた演出家であり、卓越した構成力の持ち主であるレンブラントの特色を見ることができる。
本作は、ダッチ・マスターズ葉巻のパッケージに使用されている。作品はまた、『タイム・マシン 80万年後の世界へ』の最初に登場するハーバート・ジョージ・ウェルズの家の壁にも見られる。さらに、ジェフリー・アーチャーの2019年の本『レンブラントをとり返せーーロンドン警視庁美術骨董捜査班(Nothing Ventured)』でも重要な役割を持っている。